# フェニルエタノールアミン-N-メチルトランスフェラーゼ
フェニルエタノールアミン-N-メチルトランスフェラーゼ(phenylethanolamine N-methyltransferase, PNMT)は、副腎髄質で見られる酵素で、ノルアドレナリンをアドレナリンに変換する。
PNMTは副腎皮質で作られるコルチゾールによって正の影響を受ける。
S-アデノシルメチオニン(SAM)が必須の補因子になっている。
PNMTはSAMからメチル基をノルアドレナリンに転移し、アドレナリンに変換する。また、この酵素はフェネチルアインをアンフェタミンの異性体であるN-メチルフェネチルアミンに変換する。

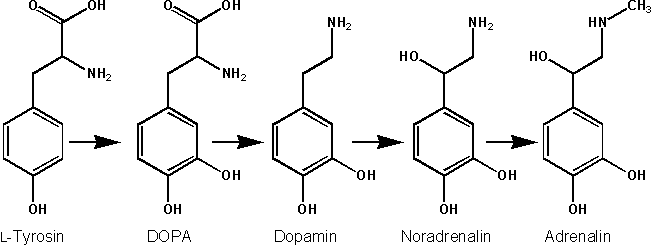
PNMTはアドレナリン生合成における最終段階を触媒する